# 兼盛雅幸
兼盛 雅幸（かねもり まさゆき、1972年 - ）は、日本のダンサー。

## 経歴
大阪府堺市出身。1995年より高橋実に舞踏を師事。「P.A.I.」卒業後、パパ・タラフマラで活動。現在はM-laboratoryに所属。

## 出演作品
2000年
- 「Latest Heat」（M-laboratory)
- 「Heat Live through〜暴走する男達」（M-laboratory)

2001年
- 「ミルクかオレンジ」
- 「ミドリ」

2002年
- 「Birds on Board」（パパ・タラフマラ）
- 「未来の空隙は響き」（パパ・タラフマラ）

2003年
- 「脳needアラーム乗りに滑り込め」（マイマイティ）
- 「ストリート・オブ・クロコダイル計画1」（パパ・タラフマラ）
- 「ジョニーは戦場へ行った（仮）」（M-laboratory)

2004年
- 「ストリート・オブ・クロコダイル計画2」（パパ・タラフマラ）
- 「TABIO The Life Rider」（三浦宏之）
- 「たびおのトキトチ in 岡山」（三浦宏之）
- 「幸福の森」（金魚×10）

2005年
- 「彼はよく、旅の話をしてくれた」（箱入りオブラート）
- 「あ・うん」（高橋実）
- 「諸行無常」（ゆったりくらぶ）
- 「ジョニーは戦場へ行ったのか？」（M-laboratory)
- 「〜はなぞの〜」（M-laboratory)

2006年
- 「廃憶の日々」（M-laboratory)
- 「YUGUM〜由我無〜」（M-laboratory)
- 「ルーツ」（高橋実）
- 「EDEN〜果実売りは夜狂う〜」（M-laboratory)
- 「怪物園」（M-laboratory)

2007年
- 「闇鍋」（アフレスコ）
- 「自転車操業」（M-laboratory)
- 「作品1（忘れ人）」(ウゴイテミルカイ東京本部）
- 「界」（ポタライブ）
- 「忘却都市」（M-laboratory)